# 張紹華
張紹華（1836年—1909年），字小船、絅甫，號筱傳，安徽省安慶府桐城縣人，清朝政治人物、同進士出身。

## 生平
同治三年，鄉試中舉。同治十三年進士，授吏部學習主事。光緒十二年，署直隸大順廣道。光緒十八年，署直隸通永道。次年實授。光緒二十二年，任江西按察使。光緒二十四年，任江寧布政使、江西布政使。光緒二十六年，護理江西巡撫。光緒二十七年，任湖南布政使。光緒三十年，護理湖南巡撫，任雲南布政使、山西布政使。